# Lismajärvi
Lismajärvi är en sjö i Finland. Den ligger i kommunen Enare i landskapet Lappland, i den norra delen av landet, 900 km norr om huvudstaden Helsingfors. Lismajärvi ligger 301,9 meter över havet. Arean är 14,8 hektar och strandlinjen är 4,84 kilometer lång. Sjön  ingår i Pasvik älvs huvudavrinningsområde. 